# Zonitis fernancastroi
Zonitis fernancastroi – gatunek chrząszcza z rodziny oleicowatych.
Gatunek ten opisał po raz pierwszy w 1950 roku Anselmo Pardo Alcaide.
Chrząszcz o wydłużonym, prawie walcowatym ciele długości od 7 do 11 mm. Głowa jest duża, szeroka, trójkątna, wraz z czułkami i głaszczkami czarna, czasem z czerwonym ciemieniem i częściowo czołem. Czułki są długie, nitkowate, o członie drugim prawie tak długim jak pierwszy. Głaszczki szczękowe mają wąski człon ostatni i nie są silnie wydłużone. Przedplecze jest czerwone. Pokrywy są delikatnie i gęsto owłosione, czarne, częściowo z wyraźnym metalicznym połyskiem, na szczytach osobno zaokrąglone, pozbawione listewki krawędziowej. Odnóża są czarno ubarwione, o stopach z mocno powiększonym pierwszym członem i podwójnie grzebykowanymi na spodzie pazurkami. Golenie ostatniej pary mają zewnętrzną spośród ostróg wierzchołkowych nieznacznie grubszą i równie długą co wewnętrzna. Odwłok jest czerwono ubarwiony.
Owad palearktyczny, znany z Hiszpanii (w tym Balearów), Francji, Włoch (w tym Sycylii) i Maroka.